# Blackpink
Blackpink (Hangul: 블랙핑크) is een Zuid-Koreaanse meidengroep, opgericht in 2016 door YG Entertainment. De groep bestaat uit Jisoo (지수), Jennie (제니), Rosé (로제) en Lisa (리사).

## Leden
- Jisoo (지수) – Visual, lead-vocalist
- Jennie  (제니) – Main-rapper, lead-vocalist
- Rosé (로제) – Main-vocalist, lead-dancer
- Lisa (리사) – Main-dancer, lead-rapper, sub-vocalist

## Muziek
De debuutsingle Boombayah van het minialbum Square One verscheen op 8 augustus 2016. Het daaropvolgende minialbum was Square Two, waarmee ze verschillende prijzen voor rookies wonnen.
Daarna bracht Blackpink een paar succesvolle singles en albums uit. Square Up (2018) was hun eerste volledige album. De single Ddu-Du Ddu-Du van dit album werd een hit.
In 2018 werkte de meidengroep mee aan de Complete Edition van Dua Lipa's debuutalbum. Ze werkten samen aan de single Kiss And Make Up, die in enkele landen een hit werd. De single is deels in het Koreaans en deels in het Engels gezongen.
In 2019 werd leadsingle Kill This Love uitgebracht, dat onderdeel is van de bijbehorende Kill This Love EP. Het nummer en de ep werden onder andere op Coachella ten gehore gebracht. Dit was tevens de eerste keer dat een vrouwelijke K-pop-act op Coachella te zien was.
In 2020 werkte de meidengroep mee aan Lady Gaga's album Chromatica, waar ze samen met de Amerikaanse popzangeres de hit Sour Candy opnamen. Ook deze keer zingt de groep enkele zinnen in het Zuid-Koreaans. Dit jaar kwam ook hun eerste studioalbum genaamd The Album uit, met acht nummers en samenwerkingen met Selena Gomez en Cardi B.
Blackpink had op 2 oktober 2020 24 liedjes op hun naam staan (plus één solonummer). De nieuwste liedjes Lovesick Girls, How You Like That en Ice Cream braken verschillende records. Met "The Most Views in 24 Hours (How You Like That)" en "The Highest Rank on Billboard Album Chart 200 by a Korean Girl Group (The Album)".
The Album bestaat uit acht liedjes: How You Like That, Ice Cream feat. Selena Gomez, Pretty Savage, Bet You Wanna feat. Cardi B, Lovesick Girls (Title Track), Crazy over You, Love to Hate Me en You Never Know. Fans waren aanvankelijk teleurgesteld over het kleine aantal liedjes, maar Blackpink stelt kwaliteit boven kwantiteit te verkiezen.
Eerder heeft Blackpink samengewerkt met grote Amerikaanse artiesten, zoals Lady Gaga (Sour Candy) in 2020, Dua Lipa (Kiss and Make Up) in 2018 en Selena Gomez (Ice Cream) in 2020. Daarnaast besteedden tijdschriften als Elle Korea, Elle USA, Bazaar, Rolling Stone Magazine, Billboard, Nylon, Jalouse, Vogue en Allure aandacht aan Blackpink.

### Tournees
Dankzij het groeiende succes van Blackpink, ging de groep op wereldtournee genaamd Blackpink in Your Area. Er werd ook een vijftal shows gegeven in Europa, waaronder eentje in de AFAS Live in Amsterdam. Ook gaven de jonge vrouwen talrijke shows op het Aziatische continent met als afsluiter een uitverkochte show in de Tokyo Dome van Tokio.
De groep begon op 15 oktober 2022 met hun tweede wereldtour genaamd Born Pink. Ze gingen hierbij ook naar verschillende Europese steden waaronder Amsterdam in de Ziggo Dome. Ze traden op in grote stadia, zoals het MetLife Stadium in New Jersey, Allegiant Stadium in Las Vegas en Stade de France in Parijs. Deze tournee werd de grootste ooit van een K-pop artiest.
In april 2023 werd Blackpink de allereerste Aziatische artiest als headliner op Coachella.

## Discografie

### Volledige discografie

#### Albums, singles, solo's en in samenwerking met
- 2016: Mini-album "Square One" (nummers: Boombayah, Whistle)
- 2016: Mini-album "Square Two" (nummers: Playing With Fire, Stay)
- 2017: Single As If It’s Your Last
- 2018: Mini-album "Square Up" (nummers: DDU-DU DDU-DU, Forever Young, Really, See U Later)
- 2018: Collaboratie op Album “Dua Lipa” (nummer: Kiss and Make Up)
- 2018: Solo Single Solo (Jennie)
- 2019: Mini-album "Kill this love" (nummers: Kill This Love, Don’t Know What To Do, Kick It, Hope Not, DDU-DU DDU-DU Remix)
- 2020: Collaboratie op Album “Chromatica” (nummer: Sour Candy)
- 2020: Album "The Album" (nummers: How You Like That, Ice Cream (ft. Selena Gomez), Pretty Savage, Bet You Wanna (ft. Cardi B), Lovesick Girls, Crazy Over You, Love To Hate Me, You Never Know)
- 2021: Solo Mini-album "-R-" (Rosé) (nummers: On The Ground, Gone)
- 2021: Solo Mini-album "Lalisa" (Lisa) (nummers: LALISA, Money)
- 2021: Collaboratie Single (Lisa) (nummer: SG)
- 2022: Album "Born Pink" (nummers: Pink Venom, Shut Down, Typa Girl, Yeah Yeah Yeah, Hard To Love, The Happiest Girl, Tally, Ready for Love (collaboratie met PUBG MOBILE))
- 2023: Solo Single-album "Me" (Jisoo) (nummers: Flower, All Eyes On Me)
- 2023: Solo Single You & Me (Jennie)
- 2023 :song called '' with the girls''

##### Solo's
- 2018: Solo (Jennie)
- 2021: On The Ground, Gone (Rosé)
- 2021: LALISA, Money (Lisa)
- 2022: Hard To Love (Rosé, BLACKPINK album: Born Pink)
- 2023: Flower, All Eyes On Me (Jisoo)
- 2023: Hard To Love (Rosé)
- 2023: You & Me (Jennie)
- 2024: Spot! (Zico feat. Jennie)
- 2024: Rockstar (Lisa)
- 2024: New Woman (Lisa feat. Rosalía)
- 2024: Moonlit Floor (Lisa)
- 2024: APT. (Rosé feat. Bruno Mars)
- 2024: Number One Girl (Rosé)
- 2025: Like Jennie (Jennie)
- 2025: Earthquake (Jisoo)
- 2025: Your Love (Jisoo)
- 2025: Hugs & Kisses (Jisoo)
- 2025: TEARS (Jisoo)

##### Covers
- 2017: "So Hot" (Remix)
- 2017: "Loser"
- 2018: "Sure Thing"
- 2019: "Let It Be+ You And I+ Only Look At Me" (Cover Rosé)
- 2019: "Eyes Closed" (Cover Rosé)
- 2019: "어떻게 이별까지 사랑하겠어, 널 사랑하는 거지 (How can I love the heartbreak, you're the one I love)" (Cover Jisoo)
- 2019: “Clarity" (Cover Jisoo)
- 2022: "Liar" (Cover Jisoo)
- 2022: "Until I Found You" (Cover Rosé)
- 2023: ''Say No'' (Cover Lisa)

### Singles
| Single                            | Jaar | Album          | Hitlijsten | Hitlijsten | Hitlijsten | Hitlijsten | Hitlijsten | Hitlijsten | Hitlijsten | Hitlijsten |
| Single                            | Jaar | Album          | BE (VL)    | NL (100)   | VK         | VS         | Canada     | Japan      | Z-Korea    |            |
| Single                            | Jaar | Album          | Piek       | Piek       | Piek       | Piek       | Piek       | Piek       | Piek       |            |
| --------------------------------- | ---- | -------------- | ---------- | ---------- | ---------- | ---------- | ---------- | ---------- | ---------- | ---------- |
| "Boombayah"                       | 2016 | Square One     | —          | —          | —          | —          | —          | 15         | —          |            |
| "Whistle"                         | 2016 | Square One     | —          | —          | —          | —          | —          | —          | 1          |            |
| "As If It's Your Last"            | 2017 | —              | —          | —          | —          | 113        | 45         | 19         | 3          |            |
| "Ddu-Du Ddu-Du"                   | 2018 | Square Up      | —          | —          | 78         | 55         | 22         | 7          | 1          |            |
| "Kiss and Make Up" (met Dua Lipa) | 2018 | Dua Lipa       | 55         | 48         | 36         | 93         | 44         | 90         | 75         |            |
| "Kill This Love"                  | 2019 | Kill This Love | 72         | 83         | 33         | 41         | 11         | 6          | 2          |            |
| "Sour Candy" (met Lady Gaga)      | 2020 | Chromatica     | —          | 52         | 17         | 33         | 18         | 43         | 178        |            |
| "How You Like That"               | 2020 | The Album      | Tip        | 77         | 20         | 33         | 11         | 8          | 1          |            |
| "Ice Cream" (met Selena Gomez)    | 2020 | The Album      | 78         | —          | 39         | 13         | 11         | 22         | 8          |            |
| "Lovesick Girls"                  | 2020 | The Album      | Tip        | —          | 40         | 59         | —          | 12         | 2          |            |
| "Pink Venom"                      | 2022 | Born Pink      |            | 2          | 22         | 22         | 4          | 10         | 2          |            |
| "Shut Down"                       | 2022 | Born Pink      |            | 79         | 24         | 1          | 7          | 15         | 3          |            |
| "Jump"                            | 2025 |                | 42         | 20         | 18         | 28         | 19         | 8          | 3          |            |

## Video
- Blackpink House (2018, V Live / YouTube / JTBC2)
- YG Future Strategy Office (2018, Netflix)
- Blackpink X Star Road (2018, V Live)
- Blackpink Diaries (2019, V Live / YouTube)
- 24/365 with Blackpink (2020, YouTube)
- Blackpink: Light Up the Sky (2020, Netflix)
- Blackpink: The Movie (2021)
- BLACKPINK WORLD TOUR [BORN PINK] IN CINEMAS (2024)